# Frankrijk op de Olympische Winterspelen 1928
Tijdens de Olympische Winterspelen van 1928, die in Sankt Moritz (Zwitserland) werden gehouden, nam Frankrijk voor de tweede keer deel.

## Medailleoverzicht
| Sport       | Olympiër                  | Discipline | Medaille |
| ----------- | ------------------------- | ---------- | -------- |
| Kunstrijden | Andrée Joly Pierre Brunet | paarrijden | Goud     |

## Deelnemers en resultaten

### Bobsleeën
| Olympiër                                                                                                 | Discipline               | Resultaat | Prestatie                |
| --- | ------------------------ | --------- | ------------------------ |
| Jean de Suarez d'Aulan Jacques Petit-Didier Michel Baur Roger Petit-Didier William Beamisch              | 4/5-mansbob Frankrijk I  | 14e       | 3.30,0 (1.43,7 / 1.46,3) |
| André Dubonnet Bernard du Pontavice de Heussey Joseph Dedein Stéphane de la Rochefoucauld Jacques Rheins | 4/5-mansbob Frankrijk II | 15e       | 3.30,2 (1.45,7 / 1.44,5) |

De reserves bij het bobsleeën, G. Decugis, R. La Crois, J. Thorailhé, E. Lemaitre en J. de Pimodan namen niet deel.

### Kunstrijden
| Olympiër                  | Discipline | Resultaat | Prestatie               |
| ------------------------- | ---------- | --------- | ----------------------- |
| Pierre Brunet             | mannen     | 7e        | pc. 50; 1447,75 punten  |
| Andrée Joly               | vrouwen    | 11e       | pc. 86; 1910,00 punten  |
| Anita de St. Quentin      | vrouwen    | 20e       | pc. 140; 1114,25 punten |
| Andrée Joly Pierre Brunet | paarrijden | Goud      | pc. 14; 100,50 punten   |

### Langlaufen
| Olympiër              | Discipline | Resultaat | Prestatie |
| --------------------- | ---------- | --------- | --------- |
| Maurice Mandrillon    | 18 km (m)  | 33e       | 2:04.39   |
| Martial Payot         | 18 km (m)  | 36e       | 2:09.42   |
| Paul Simon            | 18 km (m)  | 30e       | 2:03.54   |
| François Vallier      | 18 km (m)  | 28e       | 2:03.27   |
| André Médy            | 50 km (m)  | dnf       | opgave    |
| Henri Milan           | 50 km (m)  | dnf       | opgave    |
| Evariste Prat         | 50 km (m)  | dnf       | opgave    |
| Jean Camille Tournier | 50 km (m)  | dnf       | opgave    |

### Noordse combinatie
| Olympiër       | Discipline | Resultaat | Prestatie                                                        |
| -------------- | ---------- | --------- | ---------------------------------------------------------------- |
| Martial Payot  | mannen     | 23e       | 7,896 punten 18 km: 3,750 (2:09.42) schans: 12,042 (38,0+46,5 m) |
| Klébert Balmat | mannen     | 28e       | 4,291 punten 18 km: 0,250 (2:16.40) schans: 8,333 (47,0+55,5m)   |
| Marcel Béraud  | mannen     | dnf       | opgave                                                           |

### Schaatsen
| Olympiër         | Discipline | Resultaat | Prestatie |
| ---------------- | ---------- | --------- | --------- |
| Léonhard Quaglia | 500 m (m)  | 26e       | 49,5      |
| Léonhard Quaglia | 5000 m (m) | 18e       | 9.33,3    |
| Charles Thaon    | 500 m (m)  | 28e       | 50,1      |
| Charles Thaon    | 1500 m (m) | 26e       | 2.41,2    |
| Charles Thaon    | 5000 m (m) | 30e       | 10.18,8   |

### Schansspringen
| Olympiër        | Discipline | Resultaat | Prestatie                   |
| --------------- | ---------- | --------- | --------------------------- |
| Klébert Balmat  | mannen     | 24e       | 13,833 punten (44,0+54,0 m) |
| Martial Payot   | mannen     | 26e       | 12,678 punten (40,5+47,0 m) |
| Joseph Maffioli | mannen     | 35e       | 8,125 punten (35,0+40,0 m)  |

### Skeleton
| Olympiër        | Discipline | Resultaat | Prestatie            |
| --------------- | ---------- | --------- | -------------------- |
| Pierre Dormeuil | mannen     | dnf       | opgave (dnf / — / —) |

### IJshockey
| Olympiër | Discipline    | Resultaat | Prestatie                                                                                           |
| --- | ------------- | --------- | --------------------------------------------------------------------------------------------------- |
| André Charlet Raoul Couvert Alfréd de Rauch Albert Hassler Jacques Lacarrière Philippe Lefebvre François Mautin Calixte Payot Philippe Payot Léonhard Quaglia Georges Robert Gérard Simond | ijshockey (m) | 5e        | groepsfase: 2 - 0 Frankrijk - Hongarije 3 - 2 Frankrijk - Groot-Brittannië 1 - 3 Frankrijk - België |

Argentinië · België · Canada · Duitsland · Estland · Finland · Frankrijk · Groot-Brittannië · Hongarije · Italië · Japan · Joegoslavië · Letland · Litouwen · Luxemburg · Mexico · Nederland · Noorwegen · Oostenrijk · Polen · Roemenië · Tsjecho-Slowakije · Verenigde Staten · Zweden · Zwitserland